# Valter Chrintz
Valter Chrintz (* 26. April 2000 in Åhus, Schweden) ist ein schwedischer Handballspieler, der zumeist als rechter Außenspieler eingesetzt wird.

## Karriere

### Verein
Valter Chrintz spielte in der Jugend für Åhus Handboll und IFK Kristianstad. Mit 17 Jahren wechselte der 1,85 m große Rechtsaußen in die Seniorenmannschaft Kristianstads, mit der er 2018 Meister wurde sowie erste internationale Erfahrung in der EHF Champions League sammeln konnte. Auf Grund des verletzungsbedingten, frühzeitigen Karriereendes seines Landsmanns Mattias Zachrisson verpflichtete ihn der deutsche Bundesligist Füchse Berlin im September 2020 als dessen Nachfolger. Im November 2022 zog er sich einen Kreuzbandriss sowie einen Meniskusschaden im rechten Knie zu und fiel für mehrere Monate aus. Mit den Füchsen gewann er die EHF European League 2022/23. Nach seiner Rekonvaleszenz wurde er im März 2024 an den Zweitligisten 1. VfL Potsdam ausgeliehen. Dort erlitt er nach fünf Spielen erneut einen Kreuzbandriss, Potsdam stieg am Ende der Saison in die 1. Liga auf. Während seiner Rehabilitation in Schweden zog er sich im Mai 2025 zum dritten Mal einen Kreuzbandriss im rechten Knie zu. In der Saison 2024/25, in der er ohne Einsatz blieb, gewann er mit den Füchsen den ersten Meistertitel der Vereinsgeschichte.

### Nationalmannschaft
Bei der U-18-Europameisterschaft 2018 wurde der Linkshänder Junioren-Europameister und als bester Rechtsaußen ins All-Star-Team gewählt.
In der Schwedischen A-Nationalmannschaft debütierte Chrintz am 12. März 2019 gegen Norwegen als erster Spieler des Jahrgangs 2000 seines Landes. Er bestritt bisher 35 Länderspiele, in denen er 61 Tore erzielte. Mit den Tre Kronors nahm er an der Europameisterschaft 2020 teil. Bei der Weltmeisterschaft 2021 gewann das ersatzgeschwächte Team überraschend die Silbermedaille, Chrintz verwandelte im Endspiel seinen einzigen Wurfversuch. Bei der Europameisterschaft 2022 wurde er für den positiv auf COVID-19 getesteten Daniel Pettersson nachnominiert. Er warf 14 Tore in sieben Spielen auf dem Weg zum Titelgewinn.

## Saisonbilanzen
| Saison    | Verein           | Spielklasse    | Spiele | Tore | 7-Meter | Feldtore |
| --------- | ---------------- | -------------- | ------ | ---- | ------- | -------- |
| 2017/18   | IFK Kristianstad | Handbollsligan | 17     | 45   | 27      | 18       |
| 2018/19   | IFK Kristianstad | Handbollsligan | 29     | 95   | 47      | 48       |
| 2019/20   | IFK Kristianstad | Handbollsligan | 31     | 92   | 22      | 70       |
| 2020/21   | Füchse Berlin    | Bundesliga     | 36     | 35   | 7       | 28       |
| 2021/22   | Füchse Berlin    | Bundesliga     | 29     | 12   | 0       | 12       |
| 2022/23   | Füchse Berlin    | Bundesliga     | 11     | 4    | 0       | 4        |
| 2023/24   | Füchse Berlin    | Bundesliga     | 0      | 0    | 0       | 0        |
| 2023/24   | 1. VfL Potsdam   | 2. Bundesliga  | 5      | 16   | 0       | 16       |
| 2017–2020 | gesamt           | Handbollsligan | 77     | 232  | 96      | 136      |
| 2024      | gesamt           | 2. Bundesliga  | 5      | 16   | 0       | 16       |
| 2020–     | gesamt           | Bundesliga     | 76     | 51   | 7       | 44       |